# Tioketén
A tioketének kénorganikus vegyületek, a ketének kéntartalmú megfelelői. Általános képletük R2C=C=S, ahol R alkil- vagy arilcsoport lehet. Tioketén (eténon) a neve a CH2=C=S vegyületnek is, mely a tioketének legegyszerűbb képviselője. A tioketének reakcióképes, polimerizációra hajlamos vegyületek. Egyes tioketének átmenetileg keletkeznek az 1,2,3-tiadiazolén pirolízise során.
Néhány stabil tioketén is ismert, ilyenre példa a bisz(trifluormetil)tioketén ((CF3)2C=C=S). Egy további stabil tioketén a szén-szubszulfid (S=C=C=C=S).

## Fordítás
Ez a szócikk részben vagy egészben  a   Thioketene című angol Wikipédia-szócikk ezen változatának fordításán alapul.  Az eredeti cikk szerkesztőit annak laptörténete sorolja fel. Ez a jelzés csupán a megfogalmazás eredetét és a szerzői jogokat jelzi, nem szolgál a cikkben szereplő információk forrásmegjelöléseként.